# 铁牛皮
铁牛皮（学名：Daphne limprichtii）为瑞香科瑞香属下的一个种。

## 扩展阅读
- 維基物種上的相關：铁牛皮